# Stars and Stripes Forever
Stars and Stripes Forever é um filme biográfico estadunidense dirigido por Henry Koster e estrelado por Clifton Webb no papel do compositor e maestro John Philip Sousa. Foi lançado em 22 de dezembro de 1952 pela 20th Century Fox.
O filme foi indicado a 3 Globos de Ouro, incluindo Melhor Filme - Musical/Comédia.

## Elenco
- Clifton Webb como John Philip Sousa
- Debra Paget como Lily Becker
- Robert Wagner como Willie Little
- Ruth Hussey como Jennie Sousa
- Finlay Currie como Coronel Randolph
- Roy Roberts como Major Houston
- Thomas Browne Henry como David Blakely
- Lester Matthews como Sr. Pickering
- Maudie Prickett como Empregada
- Walter Woolf King como Assessor do presidente Harrison
- Romo Vincent como Treinador vocal de Lily
- Paul Maxey como Editor de Sousa
- Richard Garrick como  Secretário da Marinha
- Erne Verebes como Organ grinder
- Roy Gordon como Benjamin Harrison
- Florence Shirley como Enfermeira da Marinha
- Heinie Conklin como Espectador em Atlanta
- Blue Washington como Espectador
- Casey Adams como Narrador(sem créditos)